# Jan Peter Heyne
Jan Peter Heyne (* 14. April 1948 in Aumühle; † 16. März 2021 in Großhansdorf) war ein deutscher Schauspieler.

## Leben
Heyne stammte aus einer Hamburger Kaufmannsfamilie, studierte Jura und war nach dem Referendariat als Rechtsanwalt tätig. Daneben spielte er in der Altonaer „Fabrik“ Amateurtheater. Mit 34 Jahren nahm er schließlich Schauspielunterricht am Schauspielstudio Frese. Anschließend spielte er in Coburg und Kaiserslautern Theater, bevor er mit 40 erstmals in Lübeck engagiert wurde, wo er längere Zeit blieb und wohin er nach weiteren Stationen in Krefeld/Mönchengladbach und Nürnberg zurückkehrte. Er spielte zudem am Ernst Deutsch Theater und am Deutschen Schauspielhaus Hamburg.
Heyne spielte schon mehrmals mit Dieter Pfaff wie in Der Dicke, Balthasar Berg – Sylt sehen und sterben und in Balko.
Daneben hatte Heyne zahlreiche, meist kleinere Auftritte in Fernsehfilmen und -serien. In den Kieler Tatort-Folgen mit Kommissar Borowski war er als Kriminaltechniker Ernst Klee zu sehen. Jan Peter Heyne verstarb am 16. März 2021.

## Filmografie (Auswahl)
- 1992: Tatort – Stoevers Fall
- 1995–1998: Balko (14 Episoden)
- 1997: Faust – Auf den Tag genau
- 1998: Lisa Falk – Eine Frau für alle Fälle (3 Episoden)
- 1998: Ein Engel schlägt zurück
- 1998: Eine Lüge zuviel
- 1998: Stubbe – Von Fall zu Fall – Stubbe und das fremde Mädchen
- 1998: Sommergewitter
- 1998: Großstadtrevier – Alles wird gut
- 1999: Heimatgeschichten – Der Besuch der alten Damen
- 1999: Adelheid und ihre Mörder – Das große Los
- 1999: Die Cleveren – Die Ikone
- 1999: Die Männer vom K3 – Jugendliebe
- 2000: Bella Block: Blinde Liebe
- 2000: Alarm für Cobra 11 – Die Autobahnpolizei – Die schwarze Rose
- 2000: Mordkommission – Ohne Nebenwirkungen
- 2000: Wolffs Revier – Katz & Maus
- 2001: Tatort – Kalte Wut
- 2001: Doppelter Einsatz – Das Alibi
- 2001: Delta Team – Auftrag geheim! – Letzter Wille
- 2001: Zwei Männer am Herd (3 Episoden)
- seit 2003 Tatort aus Kiel in der Rolle des Kriminaltechnikers Ernst Klee
  - 2003: Väter
  - 2004: Schichtwechsel
  - 2005: Schattenhochzeit
  - 2005: Borowski in der Unterwelt
  - 2007: Das Ende des Schweigens
  - 2007: Macht der Angst
  - 2008: Borowski und das Mädchen im Moor
  - 2008: Borowski und die einsamen Herzen
  - 2009: Borowski und die heile Welt
  - 2009: Borowski und die Sterne
  - 2010: Borowski und eine Frage von reinem Geschmack
  - 2010: Borowski und der vierte Mann
  - 2011: Borowski und die Frau am Fenster
  - 2011: Borowski und der coole Hund
  - 2012: Borowski und der stille Gast
  - 2012: Borowski und der freie Fall
  - 2014: Borowski und das Meer
  - 2015: Borowski und der Himmel über Kiel

- 2003: Küstenwache – Gefährliche Versuchung
- 2003: Alle meine Mütter
- 2003: Weihnachten im September
- 2003: Verbotene Liebe (2 Episoden)
- 2004: Die Pfefferkörner – Sabotage auf der Rennbahn
- 2004–2007: Girl Friends – Freundschaft mit Herz (4 Episoden)
- 2005: Am Tag als Bobby Ewing starb
- 2005: Die Nacht der großen Flut
- 2005: Der Dicke – Kleine Fische
- 2005: Großstadtrevier – Liebe, Lust und Leidenschaft
- 2005: Die Rettungsflieger – Alte Kameraden
- 2006: M.E.T.R.O. – Ein Team auf Leben und Tod – Q–Fieber
- 2006: Küstenwache – Der letzte Ausweg
- 2006: Einsatz in Hamburg – Mord auf Rezept
- 2006: SOKO Wismar – Skatbrüder
- 2006: 3 Engel auf der Chefetage
- 2006: Stubbe – Von Fall zu Fall – Verhängnisvolle Freundschaft
- 2006–2009: Da kommt Kalle (4 Episoden)
- 2007: Küstenwache – Schuss ins Herz
- 2007: Notruf Hafenkante – Das kalte Herz
- 2007: Doktor Martin
- 2007: Wenn Liebe doch so einfach wär’
- 2008: Das Duo –  Sterben statt erben
- 2008: Butter bei die Fische
- 2008: Buddenbrooks
- 2008: Die Schimmelreiter
- 2009: Soko Wismar – Auf und davon
- 2009: Land gewinnen
- 2009: Das Wartezimmer – Die Aktionswoche
- 2010: Den Tagen mehr Leben!
- 2010: Einsatz in Hamburg – Rot wie der Tod
- 2010: Großstadtrevier – Bretter, die die Welt bedeuten
- 2010: Das Arbeitszimmer
- 2010: Am Draht
- 2011: Listenhunde
- 2011: Heiter bis tödlich: Nordisch herb – Sündiges Husum
- 2011: Polizeiruf 110 – …und raus bist du!
- 2011: Die Dienstagsfrauen … auf dem Jakobsweg zur wahren Freundschaft
- 2012: Bankraub für Anfänger
- 2012: Der Dicke – Unter Verdacht
- 2012: Mord mit Aussicht – Das nennt man Camping …
- 2012: Eine Hand wäscht die andere
- 2012: Balthasar Berg – Sylt sehen und sterben
- 2012: Notruf Hafenkante – Mäggy und der göttliche Plan
- 2012: Großstadtrevier – Schein und Sein
- 2012: Heiter bis tödlich: Morden im Norden – Tod eines Erbsenzählers
- 2012: Lore
- 2012: Herzversagen
- 2012: Nägel mit Köppen[4]
- 2012: Fraktus
- 2012: Alles Bestens
- 2013: Die Pfefferkörner – Obdachlos
- 2013: Mordshunger – Verbrechen und andere Delikatessen
- 2013: Küstenwache – Blutsbande
- 2013: Soko Wismar – Tod auf See
- 2013: Tod an der Ostsee
- 2013: Tatort – Feuerteufel
- 2014: Die Flut ist pünktlich
- 2014: Nord bei Nordwest – Käpt’n Hook
- 2015: Jennifer – Sehnsucht nach was Besseres
- 2015: Engel unter Wasser
- 2015–2016: Die Kanzlei – Nichts als die Wahrheit; Üble Tricks; Schräge Vögel
- 2015: Neben der Spur – Adrenalin
- 2015: Einmal Hallig und zurück (Fernsehfilm)
- 2016: Der Tatortreiniger – Özgür